# Chen Guangbiao
Chen Guangbiao - en xinès, 陈光标 - (Sihong, Jiangsu, juliol de 1968) és un empresari del reciclatge i filantrop xinès. És el fundador i president de Jiangsu Huangpu Renewable Resources Company Limited, que s'estima en un valor de 810 milions de dòlars dels Estats Units segons la firma d'investigació de riquesa Hurun Report, si bé Forbes estima la seva fortuna en 400 milions.
Chen va estudiar medicina a la Universitat de Nanquín de Medicina Xinesa i va treballar al seu hospital. Però en 2003 va començar els seus estudis de negocis a les universitats de Nanquín i Beijing, obtenint un Màster en administració d'empreses en 2005. Es va donar a conèixer a la Xina per rescatar personalment tretze persones i donar milions de diners a l'assistència dels afectats del terratrèmol de Sichuan de 2008. Forbes el va elegir com un dels 48 principals filantrops de la regió d'Àsia-Pacífic tant el 2008 com el 2009. Chen és també conegut per la seva afició a paranys publicitaris. El gener de 2014 va aparèixer als mitjans internacionals per anunciar la seva intenció de comprar The New York Times.